# Knut Rumohr
Knut Lindström Rumohr, född 21 december 1916 i Frønningen i dåvarande Leikangers kommun (nuvarande Lærdals kommun) i Sogn i västra Norge, död 31 oktober 2002 i Oslo, var en norsk målare och grafiker.

## Biografi
Rumohr var född på Frønningen herrgård, en av de största skogsfastigheterna i västra Norge, som varit i familjens ägo sedan 1651. Föräldrarna var väpnaren Johan Rumohr (1886-1981) och Liv Lindstrøm (1887-1919). Knut var sedan 1958 gift med konstnärsdottern Aagot Doren Feldt Holwech (född 1928). Deras son William Rumohr övertog skogsegendomen.
Efter skolgång hemma i Bergen gick Rumohr 1934 ett år på Bergens Hantverksskola, innan han 1935-1938 studerade i Christiania , där han undervisades av Per Krohg innan han 1938-1941 hade Jean Heiberg och Georg Jacobsen som lärare vid Statens Håndverks- og Konstindustriskole. 
Rumohr debuterade som grafiker på höstutställningen 1939 med färgträsnittet Fanter. Debututställning utvald av Kunstnerforbundet hölls 1943, då det även blev samarbete med textilkonstnären Anne Lise Knudtzonvar. Värt att notera är också att han från 1958 till 1964 satt i upphandlingskommittén för Nasjonalgalleriet. Rumohr var aktiv målare fram till 1998, då hans hälsa tvingade honom att sluta.

## Måleri
Rumohrs abstrakta bilder kännetecknas av prydnadsväxter i norsk folkkonst, liksom folkkonst från länder i norra Afrika, dit Rumohr företog flera resor. Sina temperafärger, baserat på emulgeringsmedel och bindemedel, gjorde han själv. 
Rumohr framträdde på 1950-talet som en av Norges mera betydande nonfigurativa målare. Han var också känd som en av de ledande personer inom norsk grafisk konst, mest för sina abstrakta målningar baserade på intryck från naturen.